# Alfred Neuhaus (Mineraloge)
Alfred Oscar Wilhelm Neuhaus (* 11. Februar 1903 in Kiel; † 15. Januar 1975 in Bonn) war ein deutscher Geochemiker und Mineraloge, der als einer der letzten Universalmineralogen Deutschlands gilt. In seinem Hochdrucksyntheselabor gelang 1965 die erste Diamantsynthese in Deutschland.

## Leben
Alfred Neuhaus war der Sohn des Getränkefabrikanten Max Neuhaus und dessen Ehefrau Mathilde, geborene Becker. Er studierte ab 1922 an der Universität Kiel Chemie und Mineralogie und wurde 1927 bei Kurt Spangenberg mit seiner Dissertation Messungen von geometrischen Verschiebungsgeschwindigkeiten in NaCl und deren Abhängigkeit von Begrenzungsart, Konzentration und Lösungsgenossen zum Dr. phil. promoviert. Die im Rahmen seiner Dissertation durchgeführten Untersuchungen waren Gegenstand angeregter Diskussionen mit Walther Kossel, der den Lehrstuhl für Theoretische Physik in Kiel innehatte, und mit Iwan Stranski, der im Sommer 1928 zu einem Kolloquiumsvortrag in Kiel weilte, und bildeten eine wichtige experimentelle Untermauerung der Kossel-Stranski-Theorie des Kristallwachstums.
Alfred Neuhaus blieb noch bis 1930 als Assistent am Mineralogisch-petrographischen Institut der Universität Kiel und folgte dann 1930 seinem Lehrer Kurt Spangenberg an die Universität Breslau, wo er sich unter der Betreuung von Erich Bederke 1932 habilitierte. 1936 wechselte er als Dozent an die Bergakademie nach Freiberg (Sachsen), wo er im Jahr 1939 noch außerplanmäßiger Professor wurde.
Im Jahr 1940 wurde er außerordentlicher Professor für Mineralogie auf dem neuerrichteten Lehrstuhl für Mineralogie und Kristallographie an der Technischen Hochschule Darmstadt. Das von ihm unter großen Mühen aufgebaute Institut wurde bei einem Bombenangriff auf Darmstadt im Jahr 1944 völlig zerstört.
Nach Beendigung des Zweiten Weltkriegs war er zunächst von 1946 bis 1949 im Kristalllabor der Fa. Leitz in Wetzlar tätig. 1951 lehnte er einen gleichzeitigen Ruf nach München ab und folgte einem Ruf an die Rheinische Friedrich-Wilhelms-Universität Bonn. Als Ordinarius für Mineralogie und Direktor des Mineralogisch-petrographischen Instituts und Museums baute er im Poppelsdorfer Schloss ein modernes Institut auf, in dem er bis zu seiner Emeritierung 1972 wirkte.
In Bonn lagen seine Forschungsaktivitäten auf den Gebieten der Epitaxie, der Hochdruck-Hochtemperatur-Forschung (z. B. Diamantsynthese) und der Neutronenstreuung.
Er war seit 1930 mit Pauline, geborene Sörensen, verheiratet.

## Auszeichnungen und Ehrungen
Im Jahr 1961 wurde er in der Sektion Mineralogie, Kristallographie und Petrologie zum Mitglied der Deutschen Akademie der Naturforscher Leopoldina gewählt und 1963 als Mitglied in die Rheinisch-Westfälische Akademie der Wissenschaften aufgenommen.
Die Freie Universität Berlin ernannte ihn 1968 zum Ehrendoktor der Naturwissenschaften.

## Schriften (Auswahl)
- Messungen von geometrischen Verschiebungsgeschwindigkeiten in NaCl und deren Abhängigkeit von Begrenzungsart, Konzentration und Lösungsgenossen. Zeitschrift für Kristallographie – Crystalline Materials, 68, 1928, S. 15–81
- Die Arsen-Golderzlagerstätten von Reichenstein in Schlesien. Archiv für Lagerstättenforschung, 56, Preußische Geologische Landesanstalt, Berlin 1933